# Priscila Machado
Priscilla Machado (Farroupilha, 1986) è una modella brasiliana.
È stata incoronata Miss Brasile il 23 luglio 2011 presso il Jane Mallet Theater di Toronto, Ontario in rappresentanza di Rio Grande do Sul. La modella si è classificata al primo posto davanti a Gabriella Rocha, Miss Bahia e 
Danielle Knidel, Miss Acre, rispettivamente seconda e terza classificata.
Dopo che è stata rivelata la notizia della vittoria della Machado, nello studio in cui si teneva il concorso alcuni nel pubblico hanno iniziato a rumoreggiare in segno di disapprovazione, per motivi sconosciuti. Nei giorni successivi è stato rivelato che le proteste da parte del pubblico erano causate per via di alcune fotografie di nudo della Machado, risalenti a prima del concorso, ma emerse su internet proprio nei giorni precedenti alla finale di Miss Brasile.
Priscila Machado ha rappresentato il Brasile in occasione del concorso di bellezza internazionale Miss Universo 2011, che si è tenuto a San Paolo, in Brasile, il 12 settembre 2011, e dove la modella si è riuscita a piazzare alla terza posizione nella graduatoria finale.